# Proechimys magdalenae
Proechimys magdalenae là một loài động vật có vú trong họ Echimyidae, bộ Gặm nhấm. Loài này được Hershkovitz mô tả năm 1948.